# Dharapani (Arghakhanchi)
Dharapani (nepalski: धारापानी) – gaun wikas samiti w zachodniej części Nepalu w strefie Lumbini w dystrykcie Arghakhanchi. Według nepalskiego spisu powszechnego z 2011 roku liczył on 1391 gospodarstw domowych i 5837 mieszkańców (3368 kobiet i 2469 mężczyzn).